# Letiště Paříž – Le Bourget
Letiště Paříž – Le Bourget (francouzsky Aéroport Paris – Le Bourget) je nejstarší civilní pařížské letiště. Provozuje jej společnost Aéroports de Paris a nachází se 13 km severovýchodně od Paříže u města Le Bourget. Do otevření Letiště Orly v roce 1932 bylo hlavním letištěm Paříže.

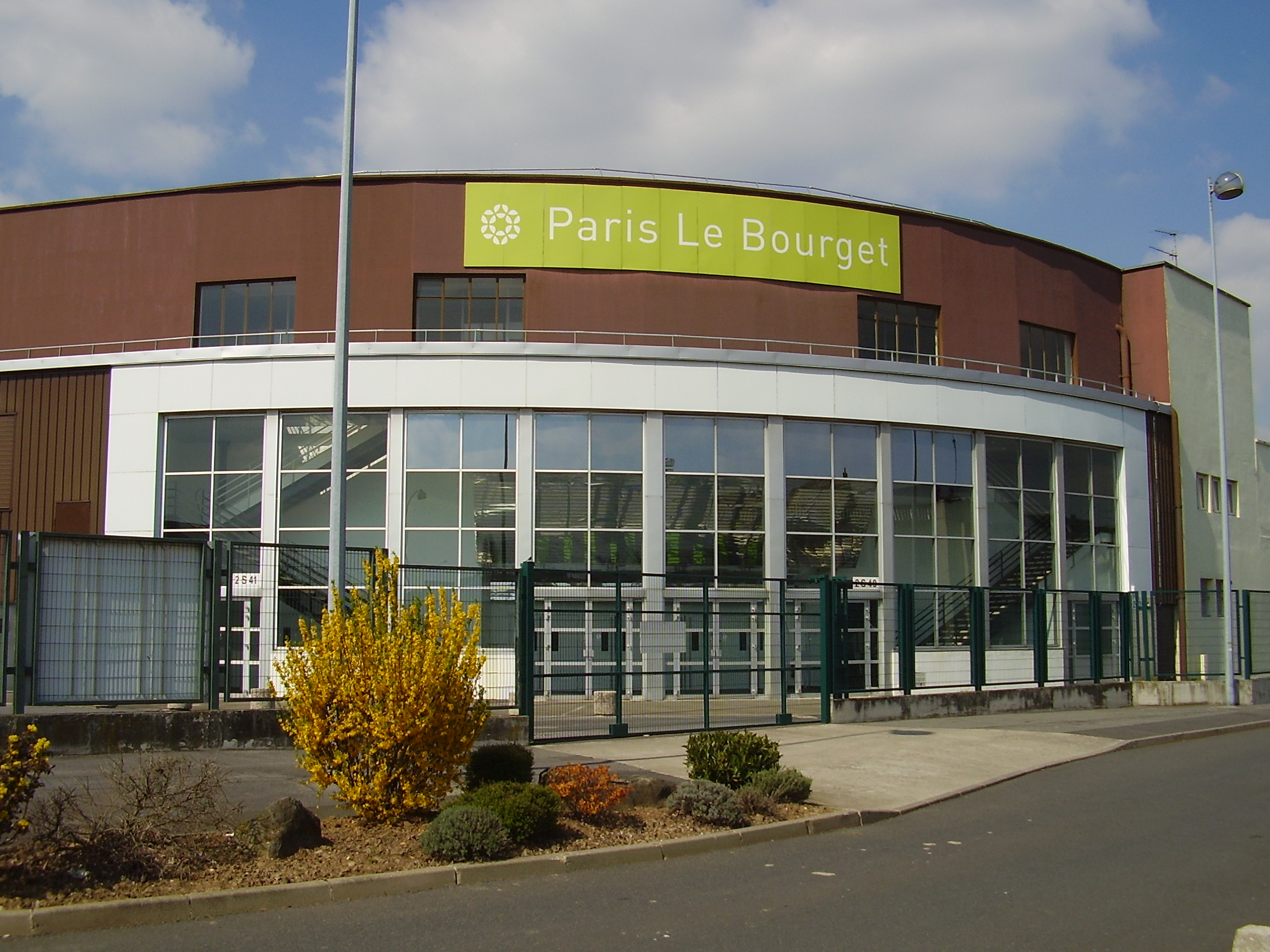
Letiště Le Bourget

## Historie
Letiště bylo otevřeno v roce 1919 jako vůbec první civilní letiště v Paříži a zůstalo jediným veřejným letištěm až do výstavby letiště v Orly. Na tomto letišti přistál Charles Lindbergh po svém přeletu Atlantiku 21. května 1927, kde na něj čekalo 200 000 diváků.
Historické budovy terminálu navrhl architekt Georges Labro v roce 1935 a byly zprovozněny 12. listopadu 1937 u příležitosti světové výstavy v Paříži. Stavba byla vážně poškozena během druhé světové války. Posléze byly budovy rekonstruovány podle původních plánů a až do 70. let 20. století sloužily pro civilní letectví. V současnosti zde sídlí letecké muzeum.

## Poloha a vybavení
Letiště leží 13 km severovýchodně od Paříže a rozkládá se na ploše 550 ha na území čtyř obcí a dvou departementů: Seine-Saint-Denis (Le Bourget a Dugny) a Val-d'Oise (Bonneuil-en-France a Gonesse).
Letiště je otevřeno pro domácí i mezinárodní obchodní nepravidelnou přepravu a pro soukromé lety. Létat podle přístrojů je zde možné pouze s určitým omezením.
V roce 2003 zde vzlétlo a přistálo 55 521 letadel a bylo odbaveno 130 000 pasažérů. Lety zde provozuje 45 leteckých společností.

## Dnešní využití
Kromě komerčních letů se zde koná od roku 1953 Mezinárodní letecká výstava a část letiště slouží jako Muzeum letectví a kosmonautiky.